# Souessoula
Souessoula là một chi nhện trong họ Linyphiidae.